# Virginia of Sagadahoc
Die Virginia of Sagadahoc (auch als Virginia bekannt) war eine Pinasse die in den Jahren 1607 und 1608 von Kolonisten in der Popham Colony erbaut wurde. Es war das erste von Engländern gebaute Schiff im heutigen Maine und eventuell auch in allen englischen Kolonien in Nordamerika.
Es ist nur wenig über die Architektur bekannt, aber Aufzeichnungen der Kolonie und über ähnliche Schiffe lassen vermuten, dass die Virginia etwa 30 Tonnen Last transportieren konnte. Das Schiff hatte in etwa die Maße von etwas weniger als 15 Meter Länge und 4,42 Meter Breite. Sie hatte ein durchgehendes Hauptdeck, einen Tiefgang von etwa 2 Meter bei voller Beladung und 0,6 Meter Freibord.
Der Bau des Schiffes war eine Demonstration der Fähigkeiten in der jungen Kolonie. Virginia wurde an der Mündung des Kennebec River, dem heutigen Phippsburg (Maine), gebaut. Sie war ein Projekt der Virginia Company of Plymouth, einer Gesellschaft der Virginia Company.

## Reisen
Im August 1608 lief die Pinasse nach England aus und überquerte den Atlantik mit einigen der überlebenden Mitglieder der Popham Colony an Bord.
1609 war das Schiff ein Teil der Mission, um Jamestown zu besiedeln. Die Virginia war eins der beiden Pinassen, die im Schlepptau der anderen 7 großen Schiffe der Mission lag. Die Flotte startete in Plymouth, England. Auf der Route durchquerte die Flotte drei Tage lang einen Sturm von dem angenommen wird, dass er ein Hurrikan war. Durch den Sturm wurden die Schiffe voneinander getrennt. Das Flaggschiff der Flotte, die Sea Venture, erlitt auf einem unbewohnten Archipel Schiffbruch. Später wurde diese Archipel Bermuda benannt. Die Virginia überstand den Sturm unbeschadet und erreichte die Kolonie im Oktober. Kommandiert wurde sie von Captain James Davis, der später das Kommando über Fort Algernon hatte.
Es ist nicht überliefert, was mit der Virginia nach der Ankunft in Jamestown geschah. Sie taucht 1610 zum letzten Mal in Aufzeichnungen auf.

## Rekonstruktion der Virginia: Maine’s First Ship
Eine gemeinnützige Organisation, Maine’s First Ship, wurde gegründet, um die Virginia zu rekonstruieren. Die Arbeiten finden auf dem Gelände des Maine Maritime Museum in Bath (Maine) statt. Die Organisation zeigt den Menschen die Rolle von Maine in der frühen amerikanischen und europäischen Geschichte mit einer 400-jährigen Tradition in Schiffbau und Archäologie.